# گوانوزین دی‌فسفات
گوانوزین دی‌فسفات (به انگلیسی: Guanosine diphosphate) با فرمول شیمیایی C۱۰H۱۵N۵O۱۱P۲ یک ترکیب شیمیایی با شناسه پاب‌کم ۷۳۰ است. که جرم مولی آن ۴۴۳٫۲۰۰۵۲۲ g/mol می‌باشد. 

## گوانوزین
گوانوزین یک نوکلئوزید پورینی است که از اتصال گوانین به قند ریبوزی تشکیل میشود. گوانوزین میتواند فسفوریله شود گوانوزین مونوفسفات (GMP) ، گوانوزین دی‌فسفات (GDP) ، گوانوزین تری فسفات (GTP) یا حلقوی شود گوانوزین مونوفسفات حلقوی (cGMP) .